# Club Deportivo Asociación Estadio La Unión
Maillots
Dernière mise à jour : 21 septembre 2020.
Le Club Deportivo Asociación Estadio La Unión, couramment appelé Deportivo AELU, est un club péruvien de football basé dans le district de Pueblo Libre, à Lima.

## Histoire
Le Deportivo AELU est en fait la section de football de l'Asociación Estadio La Unión (es), club omnisports fondé par des immigrés japonais au Pérou en 1953. Après avoir frôlé le titre de champion de 2e division en 1986, le club devient champion de D2 en 1987 et s'assure de monter en 1re division en 1988. Il dispute son premier match de championnat face au Deportivo San Agustín le 29 mai 1988 (défaite 1-2). Pour sa première saison au sein de l'élite, l'entraîneur Juan José Tan fait jouer de nombreux joueurs d'origine japonaise tels Edwin, Willy et William Uehara, les frères Gabriel et Christian Kanashiro, le gardien Alberto Akatsuka, le défenseur Roberto Yamamoto et l'attaquant Jerry Tamashiro, qui réussissent l'exploit de battre les trois équipes les plus titrées du Pérou, le Sporting Cristal (3-1), l'Universitario de Deportes (1-0) et l'Alianza Lima (2-1).
Le Deportivo AELU reste encore trois saisons en D1 (1989, 1990 et 1991) avant d'être relégué. Il ne retrouvera plus l'élite mais sera vice-champion de 2e division en 2001, derrière l'Alcides Vigo. Il joue actuellement dans la ligue de district de Pueblo Libre.

## Résultats sportifs

### Palmarès
| Compétitions nationales                                                              | Compétitions régionales                        |
| - Championnat du Pérou (D2) (1) : - Champion : 1987. - Vice-champion : 1986 et 2001. | - Interligas de Lima (1) : - Vainqueur : 1996. |

### Bilan et records
- Saisons au sein du championnat du Pérou : 4 (1988-1991).
- Saisons au sein du championnat du Pérou D2 : 15 (1983-1984, 1986-1987, 1992-1993, 1997-2005).
- Plus large victoire obtenue en compétition officielle :  
  - Deportivo AELU 10:0 Atlético Peruano (championnat D2 1986).

## Personnalités historiques du Deportivo AELU

### Joueurs

#### Grands noms
Plusieurs joueurs Nikkei – c'est-à-dire Péruviens d'ascendance japonaise – ont évolué au sein du Deportivo AELU. Parmi les plus connus, on peut citer Jerry Tamashiro, Edwin Uehara, Héctor Takayama, Haruki Kanashiro (en), Ernesto Arakaki (international péruvien entre 2001 et 2008) ou encore Roberto Salazar Shimabukuro (es), meilleur buteur du championnat du Pérou D2 en 2001 avec le club (17 buts). 
En outre, les internationaux péruviens Juan José Oré, Hugo Gastulo et Alberto Agustín Castillo ont également joué avec l'AELU, le premier en 1987, et les deux autres lors de la première saison du club en D1 en 1988.

### Entraîneurs
| - Luis Pau (1983) - Héctor Chumpitaz (1984) - Juan José Tan (1988) - Manuel Mayorga (1989) - Diego Agurto (1989-1990) - Héctor Chumpitaz (1990) | - Pedro Cruz Navarrete (1990) - Héctor Chumpitaz (1991) - Luis Grecco (1991) - Manuel Miyagusuku, (2003-) |